# هنري لامار كروسبي
هنري لامار كروسبي (بالإنجليزية: H. Lamar Crosby)‏ هو عالم لغوي كلاسيكي أمريكي، ولد في 17 مايو 1880 في مينوميني في الولايات المتحدة، وتوفي في 20 مارس 1954 في Havertown, Pennsylvania ‏ في الولايات المتحدة.